# Aleksander Fedorońko

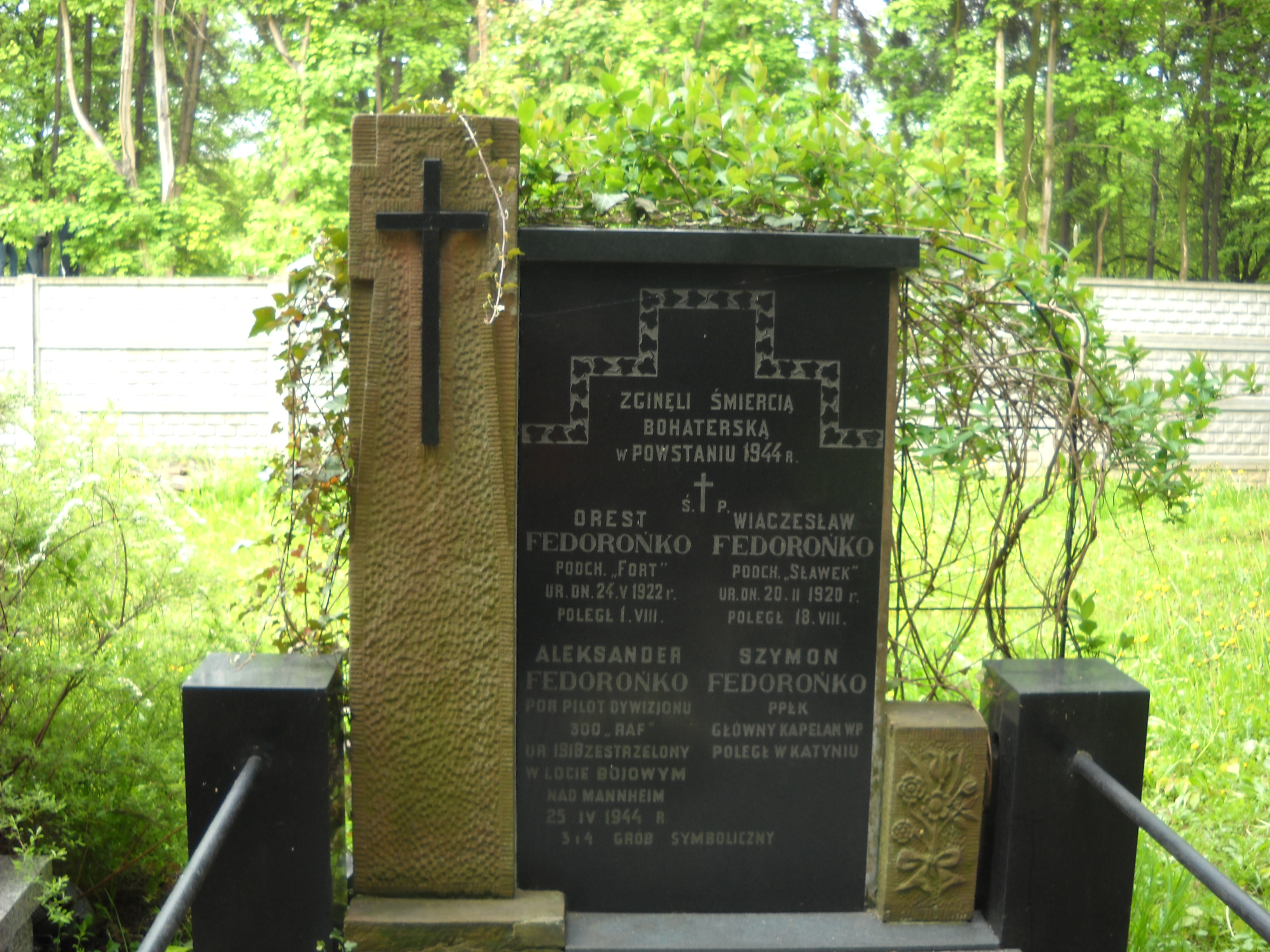
Symboliczny grób rodziny Fedorońko na cmentarzu prawosławnym na Woli w Warszawie

Aleksander Fedorońko (ur. 21 stycznia 1918 w Żytomierzu, zm. 25 kwietnia 1944 w rejonie Mannheim) – porucznik pilot Polskich Sił Powietrznych w Wielkiej Brytanii podczas II wojny światowej

## Życiorys
Był najstarszym synem księdza dziekana Szymona (Semena) Fedorońko, szefa Głównego Urzędu Duszpasterstwa Wyznania Prawosławnego Wojska Polskiego, który wiosną 1940 został zamordowany w Katyniu. Jego braćmi byli: Wiaczesław (1920–1944) i Orest (1922–1944).
W latach 1932–1934 uczył się w Państwowym Gimnazjum im. Stanisława Staszica w Lublinie. Po przeniesieniu się jego rodziny do Warszawy ukończył gimnazjum im. Władysława IV. Pod koniec lat 30. uczył się w Szkole Podchorążych Lotnictwa – Grupa Techniczna w Warszawie (IV promocja).
Podczas kampanii wrześniowej 1939 służył w stopniu podporucznika w Brześciu nad Bugiem. Nie wykonał żadnego lotu bojowego. Pod koniec września 1939 przez Rumunię przedostał się do Francji, gdzie też nie uczestniczył w walkach z Niemcami. 
Latem 1940 ewakuował się do Wielkiej Brytanii, gdzie przydzielono go do jednego z bombowych oddziałów lotniczych RAF. Następnie w stopniu porucznika przeszedł do 300 dywizjonu bombowego im. Ziemi Mazowieckiej. Zginął 25 kwietnia 1944 podczas lotu bojowego nad Karlsruhe, kiedy jego bombowiec Avro Lancaster nr LL 855 został zestrzelony przez niemiecki myśliwiec. 
Pośmiertnie odznaczono go Krzyżem Walecznych. Symboliczny grób rodziny Fedorońko znajduje się na cmentarzu prawosławnym na Woli w Warszawie. Na początku listopada 2008 przy Soborze Metropolitarnym Marii Magdaleny na warszawskiej Pradze został przez prezydenta Lecha Kaczyńskiego odsłonięty obelisk poświęcony rodzinie Fedorońko.